# HD60179
HD60179 — хімічно пекулярна зоря спектрального класу A0, що має видиму зоряну величину в смузі V приблизно  2,0.
Вона  розташована на відстані близько 51,5 світлових років від Сонця.

## Фізичні характеристики
Зоря HD60179 обертається 
порівняно повільно 
навколо своєї осі. Проєкція її екваторіальної швидкості на промінь зору становить  Vsin(i)= 18км/сек.

## Пекулярний хімічний склад
Зоряна атмосфера HD60179 має підвищений вміст 
Eu
.

## Магнітне поле
Спектр даної зорі вказує на наявність магнітного поля у її зоряній атмосфері.
Напруженість повздовжної компоненти поля оціненої з аналізу
крил ліній Бальмера
становить   42,8±  38,5 Гаус.